# 松下寿治
松下 寿治（まつした じゅじ）は、日本の小説家、ライトノベル作家。
第13回ファンタジア長編小説大賞佳作を受賞、受賞作の「西域剣士列伝　天山疾風記」でデビュー。中国史に関する知識が広く、デビュー作も、古代中国を舞台とする実際の史書にモチーフをとった作品だった。
その後、龍皇杯にエントリーした「虹竜娘子」が長編化されて文庫化されたが、続編を予定していると思われる幕切れでありながら、それを最後に新作は出版されていない。

## 著作リスト
- 『西域剣士列伝　天山疾風記』富士見ファンタジア文庫、2002年11月
- 『虹竜娘子』富士見ファンタジア文庫、2003年6月